# Kraftwerk Kirchmöser
Das Kraftwerk Kirchmöser ist ein erdgasbefeuertes Gas-und-Dampf-Kombikraftwerk der Uniper Kraftwerke im Ortsteil Kirchmöser der Stadt Brandenburg an der Havel.
In den zwei Gasturbinen und einer Dampfturbine mit einer gesamten elektrischen Nennleistung von 160 Megawatt wird ausschließlich Bahnstrom erzeugt. Zur Kühlung wird Wasser aus dem Plauer See verwendet. Das Kraftwerk wird im Mittel- und Spitzenlastbereich eingesetzt. Ende 1992 wurde mit dem Bau begonnen, Ende 1994 ging das Kraftwerk offiziell in Betrieb.
Hauptgrund für den Bau des Kraftwerkes war die Elektrifizierung des Bahnnetzes der Deutschen Reichsbahn nach der deutschen Wiedervereinigung und der dadurch gestiegene Bedarf an Bahnstrom. Das Gelände wurde von der Reichsbahn übernommen.